# گوجه منار
این روستا یکی از روستاهای بخش نوبران شهرستان ساوه می‌باشد قبلاً خانوارهای بیشتری تو روستا ساکن بودند
اما الان اکثراً به شهرهای قم٬ تهران و ساوه مهاجرت کرده‌اند و چیزی حدود ۵ یا ۶ خانوار از پاییز تا بهار آنجا ساکن هستند و در تابستان به ده تا پانزده خانوار می‌رسد
شغل مردم روستا کشاورزی (کشت گندم) و دامپروری می‌باشد این روستا دارای نعمت برق و گاز می‌باشد و آبرسانی به روستا نیز شاید به زودی انجام گیرد دارای آب و هوای نسبتاً معتدلی نیز می‌باشد. زبان اهالی ترکی بوده و از ایل بزرگ شاهسون می باشند طایفه ساکنین یاراموشلو(میختوندلو) هستش.روغن حیوانی این روستا شهرت خوبی دارد قدیم الایام دارای باغهای سرسبز شامل تاکستان٬بادام٬گردو و زرد آلو و... بوده است اما متاسفانه در حال حاضر اکثرا خشک شده اند.ساج چورگی(بازلاماج) یکی از انواع نان بوده که توسط اهالی پخت می شده و حالت تازه و گرم آن واقعا خوشمزه بوده است .در قدیم نحوه کارها بصورت همکاری دسته جمعی نمود پیدا میکرد از جمله آنها پشم چینی دسته جمعی نوبتی کردن چرای دام گوسفندان شستشوی جمعی دامها و نیز واره یا شیر واره بوده است که مورد آخر مربوط به اختصاص شیر دامها براساس نوبت به هرکدام از خانوارها بوده است
یکی دیگر از مصادیق آنها رسم پول اندازون یا تویانا می باشد که هنوز هم جریان داشته و کمک خوبی در جهت هزینه های عروسی می باشد

## جمعیت
این روستا در دهستان بیات قرار دارد و براساس سرشماری مرکز آمار ایران در سال ۱۳۸۵، جمعیت آن ۵۷ نفر (۱۳خانوار) بوده‌است.